# Renauld al II-lea de Nevers
Renauld al II-lea (d. 1089) a fost conte de Nevers și de Auxerre.
Renauld era fiul contelui Guillaume I de Nevers cu Ermengarda de Tonnerre. El a fost căsătorit cu Ida, fiică a contelui Artald al V-lea de Forez. Cei doi au avut un copil, Ermengarda, care se va mărita cu seniorul Milo de Courtenay, fiul lui Josselin de Courtenay și al Isabelei.